# Tomahawk (geometria)

Um tomahawk, com sua alça e espigão engrossado.

O tomahawk é uma ferramenta em geometria para a trissecção do ângulo, o problema de dividir um ângulo em três partes iguais. Os limites de sua forma incluem um semicírculo e dois segmentos de reta, dispostos de uma forma que se assemelha a um tomahawk, um machado de nativos americanos. A mesma ferramenta também tem sido chamado de faca de sapateiro, mas esse nome é mais geralmente usado em geometria para se referir a uma forma diferente, o arbelos (um triângulo curvilíneo delimitado por três semicírculos mutuamente tangentes).